# 421 a. C.
El año 421 a. C. fue un año del calendario romano prejuliano. En el Imperio romano se conocía como el Año del Consulado de Vibulano y Barbado (o menos frecuentemente, año 333 Ab urbe condita). 

## Acontecimientos

### Grecia
- Los atenienses capturan la ciudad de Sición y ejecutan a sus habitantes.
- Paz de Nicias, firmada por el rey espartano Plistoanacte y el estratego ateniense Nicias. Los prisioneros espartanos de Esfacteria son devueltos. Anfípolis se independiza de la Liga de Delos. Fin de la guerra arquidámica, primera fase de la  guerra del Peloponeso.
- La paz, de Aristófanes.
- Concluye la construcción del Templo de Atenea Niké, de Calícrates.

### República Romana
- Acceso de los plebeyos a la cuestura en Roma.

- Datos: Q233245
- Multimedia: 421 BC / Q233245